# Oliver Kahn
Oliver Rolf Kahn (født 15. juni 1969 i Karlsruhe) er en tysk fodboldmålmand der stoppede som aktiv efter 2007/2008 sæsonen. Han spillede på landsholdet fra 1995 til 2006, hvor han nåede 86 landskampe.
Han skiftede klub i 1994 fra Karlsruher SC til Bayern München hvor han sluttede sin karriere.
Han debuterede på landsholdet i 1995 og har spillet under EM 2000, VM 2002 og EM 2004. Han var særdeles god under VM i fodbold 2002 i Sydkorea og Japan, hvor han også blev kåret til turneringens spiller. Kahns stærke præstationer var med til at Tyskland nåede finalen.
Siden Jürgen Klinsmann blev landsholdets "teamchef" i 2004 blev der skiftet målmand fra kamp til kamp og i april 2006 besluttede Klinsmann sig for at udnævne Jens Lehmann som nr.1 under VM i fodbold 2006. Oliver Kahn var meget skuffet og overrasket, men tog alligevel med til slutrunden som reservemålmand, hvor han da også fik spillet en enkelt kamp, nemlig bronze-kampen mod Portugal (Tyskland vandt 3-1). Dette blev hans sidste kamp for det tyske mandskab, da han meddelte, at han stoppede karrieren på landsholdet.
Tre gange; 1999, 2001 og 2002 er han blevet kåret til Verdens bedste målmand.
Oliver Kahn spillede afskedskamp den 2. september 2008. En showkamp mellem Bayern München og det tyske landshold som endte 1:1
Kahn arbejder efterfølgende som kommentator for ZDF.